# Norton (Evesham)
Norton – wieś w Anglii, w Worcestershire. Leży 20,4 km od miasta Worcester i 144,5 km od Londynu. W latach 1870–1872 parish liczyła 396 mieszkańców. Norton jest wspomniana w Domesday Book (1086) jako Nortune.